# Blaj (okręg Aluta)
Blaj – wieś w Rumunii, w okręgu Aluta, w gminie Voineasa. W 2011 roku liczyła 235 mieszkańców. 